# Весёлая жизнь (мультфильм)
«Весёлая жизнь» («Повесть о том, как поссорились Иван Иванович с Анной Ивановной, и что из этого вышло») — советский чёрно-белый рисованный звуковой мультипликационный фильм, снятый в 1932 году на студии «Росфильм»-«Союзкино» режиссёрами Валентиной Брумберг и Ольгой Ходатаевой по сценарию Виктора Ардова. Вышел на экраны в октябре того же года. Не сохранился.

## Сюжет
Про борьбу за чистоту в жилище.
Жители коммунальной квартиры выметали мусор из своих комнат к дверям соседских. Получившаяся мусорная гора вынудила жильцов стать альпинистами. Рост горы привёл её к обвалу, а жителей дома — к панике. Приехавшие пожарные выручили людей из-под завалившего их мусора, а веник и вода навели порядок.

## Съёмочная группа
| Автор сценария            | Виктор Ардов                                                               |
| Режиссёры                 | Валентина Брумберг и Ольга Ходатаева                                       |
| Художник-постановщик      | Валентина Брумберг                                                         |
| Художники-мультипликаторы | Мария Бендерская, Татьяна Волкова, А. Кузнецова, С. Завадская, А. Копчугов |
| Композитор                | А. Мосолов                                                                 |
| Звукооператор             | С. Ренский                                                                 |
| Звукооформитель           | Б. Вольский                                                                |
| Дирижёр                   | Г. Лукин                                                                   |

## Производство и прокат
Чёрно-белый графический (рисованный) звуковой фильм «Весёлая жизнь» был снят в Москве на студии «Росфильм»-«Союзкино» в 1932 году на плёнку, состоящую из одной части длиной 287 метров. Вышел на экраны в октябре 1932 года. Не сохранился. Имел второе название «Повесть о том, как поссорились Иван Иванович с Анной Ивановной, и что из этого вышло».

## Критика
В 1932 году критик Владимир Блюм на страницах газеты «Советское искусство» в своей рецензии на три продемонстрированных на кинопоказе опытных звуковых мультфильма («Весёлая жизнь», «Властелин быта» и «Блэк энд уайт»), выпущенных студиями «Союзкино» и «Межрабпомфильм», писал, что «Весёлая жизнь» режиссёров В. Брумберг и О. Ходотаевой, имевшая в качестве определённого сюжетного задания агитацию за чистоту коммунальных квартир, оказалась скуднее двух других продемонстрированных на показе лент. Блюм счёл, что неплохо обыгравший выраставшую гору-груду-кучу неубиравшегося мусора автор сценария проявил недостаточно интереса к типажу и изобретательности в фабуле, поэтому на всём фильме отложился отпечаток вялости и монотонности. По мнению Блюма, рисунок мультфильма страдал отсутствием стиля и являлся немудрёной копией юмористических страниц из журнала «Гартен-лаубе». Блюм отметил, что фильм не ставил перед собой каких-либо особенных задач технического плана (по предположению Блюма, это было вызвано боязнью впадения в «формализм») и честно соблюдал интересы содержания, не ожидая результат и получившись благонадёжным, но пресноватым. По мнению Блюма, всё это привело к тому, что лента получилась какой-то наивной прописью, пригодной для убеждения только самых маленьких детей. Также Блюм нашёл, что и со стороны техники исполнения отдельные моменты смотрелись тяжеловато, к примеру, не был изжит назойливый автоматизм движений ни у мёртвой природы, ни у типажа. Блюм сделал общий вывод о то, что просмотренной советской звуковой мультипликации, при всей её хорошей технике, не хватало лёгкости, свободы и изобретательности, её содержанию не доставало настоящей целеустремлённости. Блюм счёл, что отсмотренные ленты (включая «Весёлую жизнь») всё ещё оставались «немым кино», к которому «припаяли» звук, так и не ставший ещё органичным элементом картин.
В 1933 году журналист Макс Поляновский на страницах журнала «Огонёк» в статье, посвящённой советской мультипликации, писал, что рисованный герой советской мультипликации даже если и смешил зрителей, то только потому, что такой смех, не сводящийся к обывательскому зубоскальству, был нужен перестраивавшим свою жизнь на новый лад людям. В отличие от зарубежной мультипликации, выполнявшей классовые функции по отвлечению зрителя от неминуемой, по утверждению Поляновского, катастрофы, в СССР к нарисованным персонажам предъявлялись иные требования, поэтому рисованный герой ленты «Весёлая жизнь», снятой по сценарию В. Ардова, занимался борьбой за переделку быта. Поляновский нашёл, что, как и некоторые другие перечисленные им фильмы того времени, «Весёлая жизнь» не только являлась занятной и смешной, но и несла идейную нагрузку.